# Бор (Нигде)
Бор (тур. Bor) — город и район в иле Нигде в Турции. Находится в 14 км к северу от города Нигде на высокой равнине (1100 м над уровнем моря). В районе живут 63 020 человек, из них 29 804 живут в районном центре.
Город расположен к северу от гор Тавр, недалеко от Киликийских ворот (Gülek Boğazı) — горного перевала, ведущего в Киликию и Сирию, и имеет важное коммерческое и военное значение.

## Название
Хетты и Ассирийцы называли эту местность Туванува. Во времена Кира Младшего и Александра Великого она называлась Дана, а во времена Римской империи — Тиана. Развалины времён этих древних цивилизаций теперь можно найти у деревни Кемерхисар. Бор является более молодым поселением.

## История
Люди селились на этой равнине со времен Хеттского царства. Позднее эти земли принадлежали Ассирии, Фригии, Персии и Македонии. В римское время здесь был построен город Тиана — самый южный городской центр Каппадокии. В византийский период город был одним из важнейших христианских центров восточного средиземноморья и был известен среди турок как Килисехисар («Город церквей»).
Турки поселились здесь после Битвы при Манцикерте (1071). Оборонительные сооружения древней Тианы использовались для строительства поселений Бор, Кемерхисар и Бахчели.
Сейчас экономика муниципалитета Бор основана на скотоводстве, выделке кож и плетении ковров. Климат здесь слишком сухой для земледелия, но в районе Кемерхисара пригодный для разведения винограда и фруктов (особенно яблок и абрикосов). В целом район достаточно бедный, и многие жители уезжают отсюда в Европу или крупные города Турции.

## Достопримечательности
- Мечеть Алаэддин-бей (Улу Чами) — на берегу реки в центре города.
- Мечеть Шейх-Ильяс (Кале Чамии) 16 века.
- Скалы, на которых хетты поклонялись богам грозы, у деревни Гёкбез.
- Руины города Тиана, римские водопроводы на холмах между деревнями Бахчели и Кемерхисар, комплекс римских бань и акведук времен Каракаллы (211—217 A.D.). До наших дней сохранился монументальный бассейн в Бахчели, рядом с раскопками хеттского поселения Кёшк Хёюк. Также от античных времен сохранилось много древних зданий и сооружений, одна колонна.
- Минеральные источники и грязевые ванны к югу от Кемерхисара. Горячий источник (15 °C) упоминался ещё в античных рукописях. Источник Ичмелер включает в себя родник с минеральной водой и бассейн для купания.

## Известные уроженцы
- Аполлоний Тианский (I век н. э.) — философ и маг
- Эбубекир Хазим Тепейран (1863—1947) — османский писатель и чиновник